# Mad Cool
Le  Mad Cool est un festival de musique indépendante qui se tient à Madrid depuis 2016. L'art, la mode, la gastronomie et le tourisme se côtoient de manière éclectique dans ce festival. L'édition 2020 est annulée en raison de la pandémie de Covid-19. Depuis 2017, il se tient deux week-ends après la Madrid Pride. 

## Histoire
Lors de sa première édition, qui se tient les 16, 17 et 18 juin 2016, il attire plus de 100 000 spectateurs. Lors de sa deuxième édition, le festival se consolide en affichant complet trois mois avant sa célébration, avec un total de 135 000 spectateurs. Lors de ses deux premières éditions, le Mad Cool réunit près de 150 artistes, dont des icônes de l'histoire du rock, des piliers de la pop contemporaine et de la musique électronique et des groupes qui représentent l'avenir de la musique, tant au niveau national qu'international.
Avec cinq éditions derrière lui et une sixième en cours, il continue d'être l'un des festivals de musique les plus importants d'Espagne, auquel participent des artistes nationaux et internationaux de différents styles musicaux tels que le rock, la pop, la musique électronique et la musique indépendante.

### Polémiques
Lors de la deuxième édition du festival en 2017, l'acrobate Pedro Aunión décède en tombant accidentellement d'une hauteur de 30 mètres lors de sa prestation d'acrobatie suspendue entre l'entracte des concerts d'Alt-J et de Green Day. Malgré l'intervention rapide des services de secours, l'artiste est décédé sur place. L'enquête de police pointe une erreur humaine liée aux cordes de sécurité. Les organisateurs du festival rendent hommage au lendemain de la mort de l'artiste en arrêtant les concerts et en projetant un message d'hommage sur les écrans. Pour la prochaine édition du festival en 2018, l'organisation a créé un espace dédié aux arts de la scène et à la mode appelé Espacio Pedro Aunión.
De nombreux spectateurs ayant assisté à l'accident ont critiqué l'action des organisateurs, qui ont décidé de ne pas annuler la prestation du groupe Green Day ni le reste du festival, et de ne pas informer les spectateurs ni les artistes de la mort de l'acrobate. Certains participants, après que la rumeur se soit répandue sur les réseaux sociaux, décident de quitter le festival. Le groupe Slowdive annule son concert. Le chanteur et guitariste de Green Day, Billie Joe Armstrong, déclare sur son compte Instagram que le groupe n'avait été informé que d'un « problème de sécurité », qu'il n'avait découvert l'incident qu'à la fin du concert et que s'il l'avait su, il aurait probablement annulé le concert. Pour leur défense, les organisateurs du festival déclarent qu'ils n'avaient pas annulé le festival pour des raisons de sécurité, sur la base de leur expérience et des conseils des forces de sécurité de l'État, une décision que les membres de la famille de l'acrobate ont publiquement approuvée.
Plusieurs employés du festival critiquent la désorganisation et le manque de répétitions (accentués par les fortes pluies qui régnaient sur le festival), ce qui donne lieu à une série de manifestations dans lesquelles ils dénoncent les conditions de travail épouvantables, le manque d'organisation et l'absence de mesures de sécurité auxquels sont soumis les employés de cet événement et d'autres événements similaires.

## Programmations

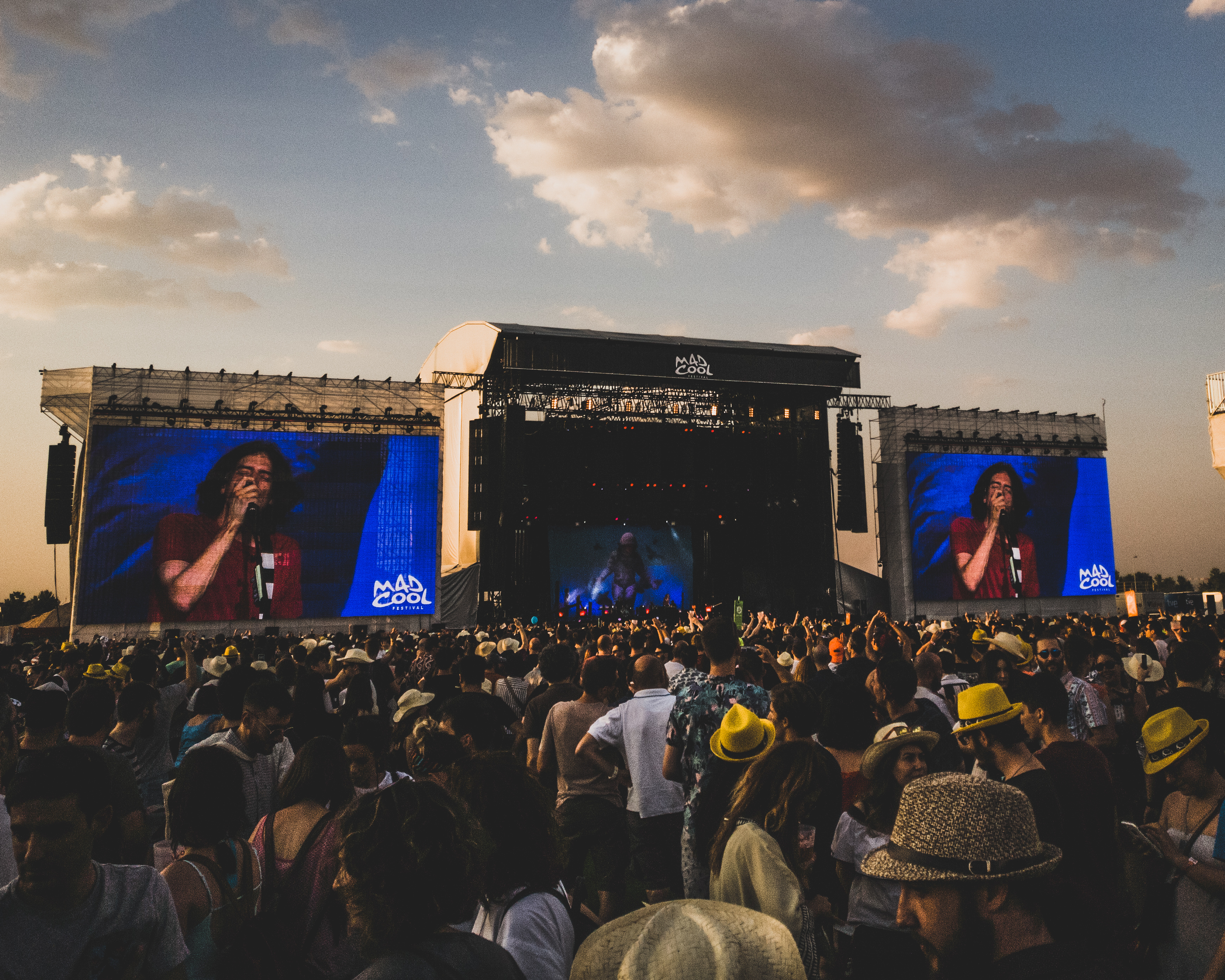
Mad Cool 2018.

- 2016 (16–18 juin) : The Who, Vetusta Morla, Editors, Garbage, Lori Meyers, The Prodigy, Die Antwoord, Jane's Addiction , Bastille, Band of Horses, Neil Young, Two Door Cinema Club, Biffy Clyro, Capital Cities[9].
- 2017 (6–8 juillet) : Foo Fighters, Foals, Belle and Sebastian, The Lumineers, Green Day, Alt-J, Ryan Adams, Rancid, Cage the Elephant, Spoon, Kings of Leon, Wilco, M.I.A., Foster the People, Moderat, Dinosaur Jr.[10]
- 2018 (12–14 juillet) : Pearl Jam, Tame Impala, Kasabian, Post Malone, Arctic Monkeys, Jack White, Massive Attack, Franz Ferdinand, Snow Patrol, Alice in Chains, Depeche Mode, Queens of the Stone Age, Nine Inch Nails, Dua Lipa, Underworld[11].
- 2019 (11–13 juillet) : Bon Iver, Vampire Weekend, Ms. Lauryn Hill, The Chemical Brothers · Noel Gallagher's High Flying Birds, Empire of the Sun, Iggy Pop, The National, Vetusta Morla, The Smashing Pumpkins, Vince Staples, Marina, Sharon Van Etten, Wolfmother, Miles Kane, The Cure, Prophets of Rage, Robyn, Gossip, Greta Van Fleet, Rosalía[12],[13],[14].
- 2020–2021 : Annulées en raison de la pandémie de Covid-19[15].
- 2022 (6–10 juillet) : Metallica, Twenty One Pilots, Placebo, Imagine Dragons, The Killers, Muse, Kings of Leon, Pixies, Florence and the Machine, Carly Rae Jepsen, Wolf Alice, Yungblud, Deftones, St. Vincent, Foals, Leon Bridges, Sylvan Esso, Sigrid, Tove Lo, Alt-J, The War on Drugs, MØ, Jamie Cullum, Parcels, Royal Blood, Zara Larsson, Editors, Daytime TV, Nothing but Thieves · Phoebe Bridgers, Black Pumas[16].
- 2023 (6–8 juillet) : Robbie Williams, Lizzo, Lil Nas X, Machine Gun Kelly, Queens of the Stone Age, The Black Keys, Sam Smith, Red Hot Chili Peppers, Liam Gallagher, M.I.A, The Prodigy, Sigur Rós, The 1975, Franz Ferdinand, Rina Sawayama, Paolo Nutini, Rüfüs Du Sol, Tash Sultana, Jacob Collier, Puscifer, Jamie xx, Years and Years, Sylvan Esso, Bombay Bicycle Club, Angel Olsen, The Driver Era, Men I Trust, Pixey.
- 2024 : (10–13 juillet) : Dua Lipa, The Smashing Pumpkins, Pearl Jam, Avril Lavigne, Greta Van Fleet · Bring Me the Horizon, Sum 41.
- 2025 : (10–12 juillet) : Kings of Leon, Nine Inch Nails, Olivia Rodrigo, Noah Kahan, Alanis Morissette, Gracie Abrams, Iggy Pop, Justice[17].